# Витратоміри обтікання
Витратоміри обтікання (витратоміри зі змінною площею) — це прилади для вимірювання витрат (витратоміри),  у яких вимірюваний потік проходить через зазор (як правило, кільцеподібний) між двома елементами. Ці елементи розташовані таким чином, що динамічні сили потоку переміщують один елемент (тіло обтікання) відносно іншого, протидіючи силам (ваги або пружності), таким чином, що площа поперечного перерізу зазору зростає зі зростанням витрат.  Показами приладу можуть бути як зміна величини зміщення рухомого елемента відносно положення при відсутності течії, так і зміна перепаду тиску між обома сторонами змінної площі.

## Принцип роботи

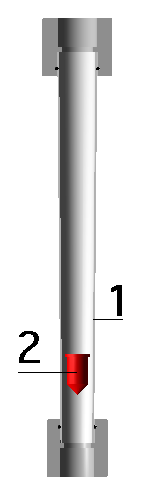
Конструкція ротаметра

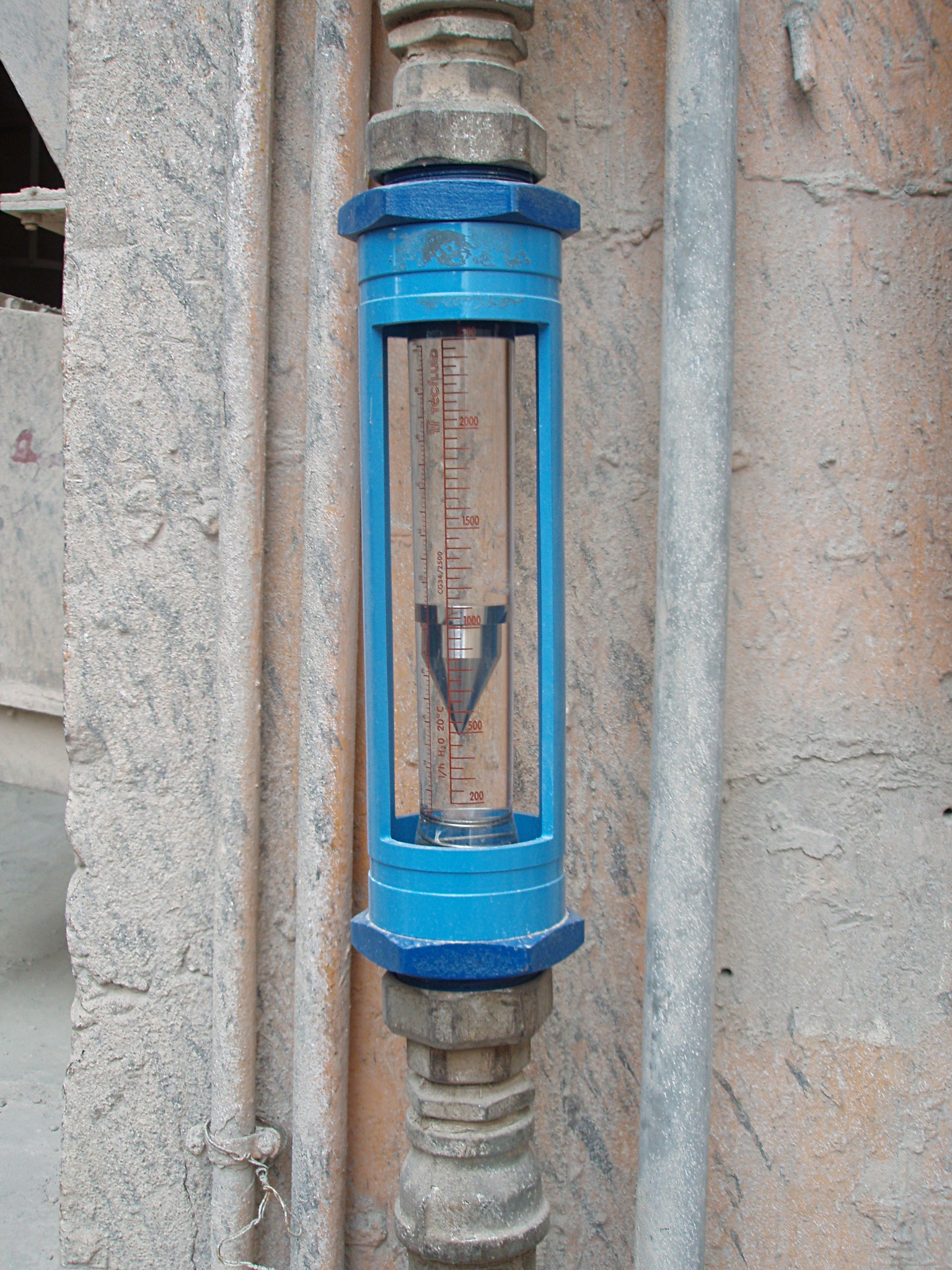
Ротаметр із скляною трубкою

Принцип роботи витратомірів обтікання ґрунтується на залежності переміщення тіла, що знаходиться в потоці і сприймає динамічний тиск потоку, що його обтікає від витрати речовини.
Найпоширенішими витратомірами обтікання є витратоміри постійного перепаду тиску — ротаметри, поплавкові і поршневі. Принцип роботи витратомірів постійного перепаду тиску базується на залежності вертикального переміщення тіла — поплавця (поршня) від витрати речовини, що при цьому зміщенні у потоці змінює площу прохідного отвору приладу таким чином, щоб забезпечити сталий перепад тиску між обома сторонами поплавця (поршня).
У деяких витратомірах обтікання, що називаються витратомірами обтікання змінного тиску — поплавцево-пружинні, з поворотною лопаттю, переміщення тіла обтікання характеризує величину тиску чи зусилля, прикладеного до нього, що зрівноважує зусилля від динамічного тиску потоку на тіло, що є функцією масової витрати.

## Витратоміри постійного перепаду тиску
До даної групи відносять ротаметри і поршневі витратоміри. Тут при зміні витрати середовища змінюється прохідний перетин за рахунок переміщення робочого елемента вгору – поплавка в ротаметрах або поршня в поршневих витратомірах.  

### Ротаметр
Назва «ротаметр» бере свій початок від назви німецької фірми Rota-Yokogawa, що першою запатентувала таку конструкцію;
Ротаметр являє собою довгу конічну трубку 1, що розміщена вертикально, уздовж якої під дією рухомого знизу вгору потоку переміщається поплавець 2. Поплавець переміщається до тих пір, поки площа кільцевого отвору між поплавцем і внутрішньою поверхнею конусної трубки не досягне такого розміру, при якому перепад тиску між протилежними сторонами поплавця не стане рівним розрахунковому. При цьому сили, що діють на поплавець врівноважуються, і поплавець встановлюється на висоті, що відповідає певному значенню витрати.
У верхній частині поплавця часто роблять нахилені (гаинтові) пази, котрі спричиняють його обертання. При обертанні поплавець центрується всередині трубки не торкаючись стінок, що збільшує його чутливість.
Ротаметри із скляною трубкою використовують для тисків до 1 МПа, для вищих тисків (до 32 МПа) застосовують металеві трубки. Відносний діапазон вимірювання 10:1. Умовні проходи від Dу = 3…200 мм
Переваги:
- простота конструкції і надійність у роботі;
- широкий діапазон вимірювання.

Недоліки:
- необхідність вертикального розташування;
- висота підняття поплавця-індикатора залежить від густини та в'язкості середовища;
- необхідність візуального зчитування показів, що ускладнює використання такої конструкції в засобах автоматизації;
- оптичне зчитування можливе лише для прозорих рідин.

### Поплавковий витратомір
Поплавковий витратомір постійного перепаду тиску складається з поплавця і конічного сідла, розташованих в корпусі приладу. Конічне сідло виконує ту ж роль, що і конічна трубка ротаметра. Різниця полягає в тому, що довжина і діаметр сідла приблизно рівні, а у ротаметрів довжина конічної трубки значно більша за її діаметр.
Поплавець у цих приладах пов'язаний жорстким стержнем із залізним сердечником або магнітом для дистанційної передачі сигналу. Хід поплавця не перевищує 40…70 мм.  Основна приведена похибка у комплекті із вторинним вимірювальним перетворювачем диференційно-трансформаторного типу становить ± 2,5 %.

### Поршневий витратомір
У поршневому (золотниковому) витратомірі чутливим елементом є поршень, який під дією перепаду тиску переміщається усередині втулки. Втулка має вхідний отвір і вихідний отвір. Вимірювана речовина поступає під поршень і, піднімаючи його, виходить через вікно чи отвір у втулці. Поршень за допомогою штока з'єднаний з сердечником передавального перетворювача. Чим більша витрата, тим вище піднімається поршень, відкриваючи все більшу частину отвору у втулці.  Перепад тиску на поршні при цьому залишається сталим. Обравши певну форму вікна, можна отримати бажану (лінійну) залежність між витратою і переміщенням поршня.
Переваги:
- простота переходу на інший діапазон вимірювання шляхом зміни маси вантажу, що діє на поршень;
- можливість вимірювання витрати рідин з механічними домішками.

## Витратоміри змінного перепаду тиску
До витратомірів змінного перепаду тиску відносяться витратоміри, у яких сила, що намагається закрити отвір, забезпечується пружиною, а не силою тяжіння, так що витратомір може встановлюватись горизонтально. У деяких моделях показом приладу є переміщення підпружиненого конуса, в інших — перепад тиску.

### Поплавково-пружинні витратоміри

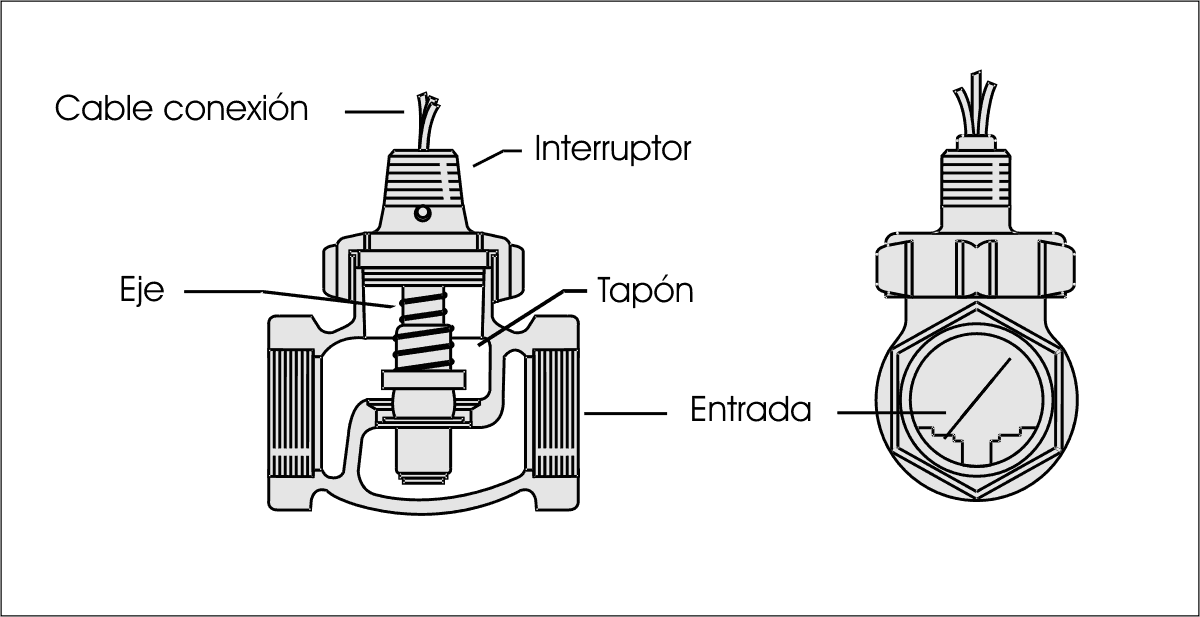
Поплавково-пружинний витратомір з вертикальним розміщенням поплавця

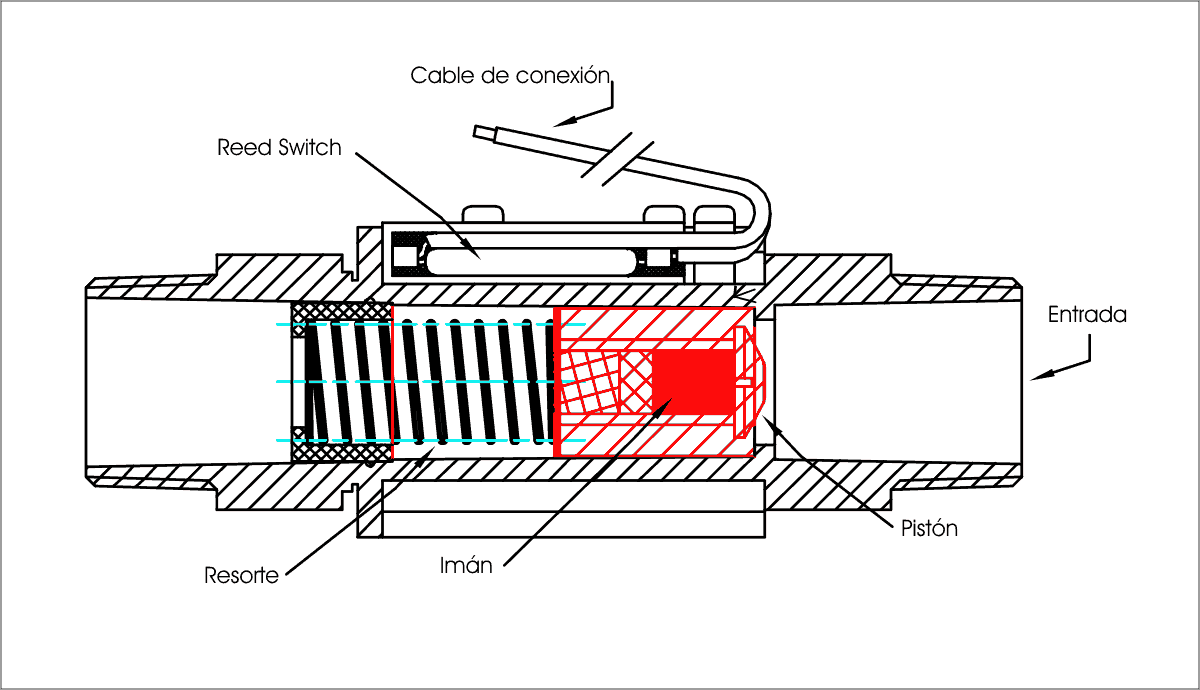
Поплавково-пружинний витратомір з горизонтальним розміщенням поплавця

Якщо поплавець чи поршень у витратомірах описаних вище конструкцій сполучити з пружиною, то отримається поплавково-пружинний витратомір, у якому динамічний тиск потоку долає не тільки вагу рухомого елемента, але і пружні сили пружини.
Переваги поплавково-пружинних витратомірів:
- можливість суттєвого збільшення максимальної границі вимірювання;
- зручність переходу на інший діапазон вимірювання, шляхом заміни пружини.

Реалізовані конструкції поплавково-пружинних витратомірів досить різноманітні.

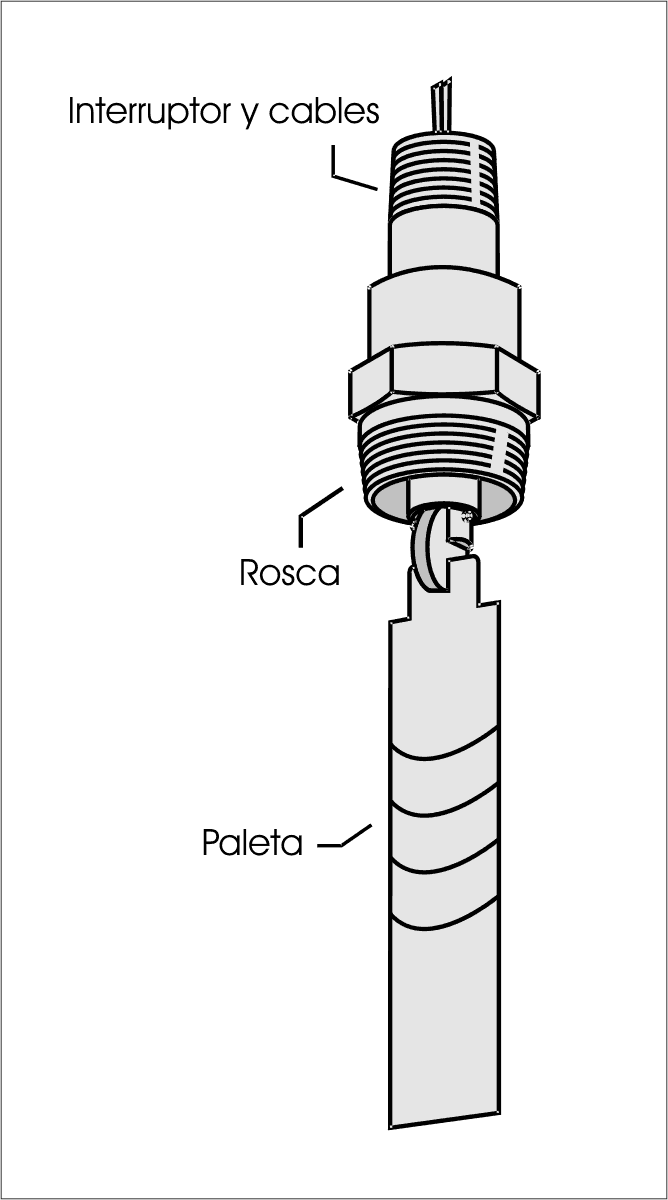
Поворотна лопать витратоміра з вторинним вимірювальним перетворювачем

### Витратоміри з поворотною лопаттю
Така конструкція реалізується шляхом підвішування у трубопроводі лопаті, що сприймає гідродинамічний тиск рідини чи газу. Витрата визначається за кутом повороту лопаті або за величиною сили протидії, що зрівноважує  тиск потоку.
За видом сили протидії дані витратоміри  поділяються на витратоміри з вантажним і з пружинним зрівноваженням, а також на компенсаційні: з пневматичним чи електромагнітним зрівноваженням.
Переваги:
- великий діапазон вимірювання (1:20);
- можливість використання при обох напрямах потоку;
- можливість використання для вимірювання великих витрат в умовах високих температур та в агресивних середовищах;
- мають хороші динамічні характеристики.

Недоліки:
- можливість появи вібрацій внаслідок утворення вихорів, боротьба з якими ускладнює конструкцію.